# Gretschnewaja Kascha

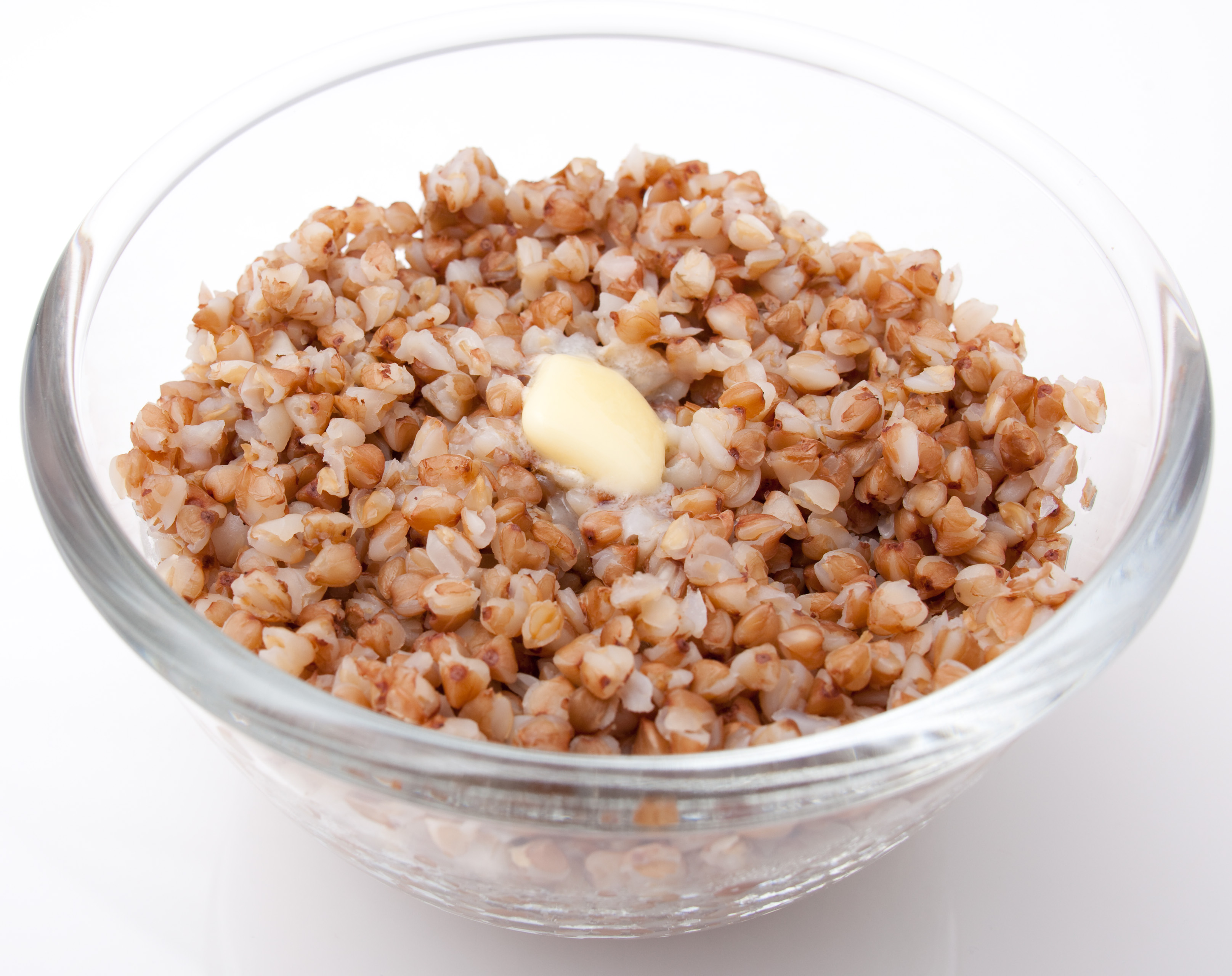
Gretschnewaja Kascha mit Butter

Gretschnewaja Kascha oder Buchweizengrütze (russisch гречневая каша; polnisch kasza gryczana; ukrainisch гречана каша, hretschana kascha) ist ein Brei der osteuropäischen Küche aus Buchweizen.
Als eine Variante der Zubereitung wird die Grütze angeröstet, mit Butter und heißem Wasser vermischt und im Backofen gegart. Typische Beilagen sind saure und süße Sahne sowie zerlassene Butter. Eine bekannte Variante aus Smolensk ist die Smolensker Kascha, bei der die Grundmasse mit Eiern und Milch zubereitet wird.
In Polen wird die kasza gryczana im offenen, in Russland im geschlossenen Topf gekocht. Die Körner werden mit Wasser im Verhältnis 1:2 vermengt und solange erhitzt, bis der Buchweizen das Wasser absorbiert hat (ähnlich der Zubereitung von Risotto). Am Ende wird die Grütze mit Butter abgeschmälzt. Diese Masse wird als Beilage zu Fleischgerichten serviert oder bei der Zubereitung von Kohlrouladen als Füllung verwendet. Gerne wird der gekochte Brei auch mit Milch – und je nach Geschmack Zucker oder Salz – vermengt gegessen.
In vielen slawischen Sprachen bezeichnet man mit dem Wort Kascha allgemein Brei und Grütze. Gretschnewaja Kascha wird oftmals nur kascha oder gretschka genannt. Im deutschen Sprachgebiet wurde das Gericht durch die Erzählungen von Kriegsteilnehmern der beiden Weltkriege und die Versorgung durch die Rote Armee nach 1945 bekannt.
Im Jahr 2013 lag der jährliche Pro-Kopf-Verbrauch von verschiedenen Breiarten in Russland bei 15 kg, in der Ukraine bei 12 kg und in Polen bei 1,56 kg.